# Маркотув-Дужи
Маркотув-Дужи (пол. Markotów Duży, нім. Margsdorf) — село в Польщі, у гміні Волчин Ключборського повіту Опольського воєводства.
Населення — 168 осіб (2011).

## Демографія
Демографічна структура станом на 31 березня 2011 року:
|          | Загалом | Допрацездатний вік | Працездатний вік | Постпрацездатний вік |
| -------- | ------- | ------------------ | ---------------- | -------------------- |
| Чоловіки | 78      | 10                 | 57               | 11                   |
| Жінки    | 90      | 24                 | 38               | 28                   |
| Разом    | 168     | 34                 | 95               | 39                   |